# Peter Steinacker
Peter Steinacker (ur. 1943 we Frankfurcie nad Menem, zm. 14 kwietnia 2015 tamże) – niemiecki teolog i duchowny protestancki, doktor habilitowany nauk teologicznych, ekumenista, działacz społeczny. 
W latach 1993–2008 piastował funkcję zwierzchnika Ewangelickiego Kościoła Krajowego Hesji Nassau (EKHN). Był także współprzewodniczącym Polsko-Niemieckiej Komisji Kościoła Ewangelickiego w Niemczech i Polskiej Rady Ekumenicznej. 